# Philippe Lemaire
Philippe Lemaire (* 14. März 1927 in Moussy-le-Neuf; † 15. März 2004 in Paris) war ein französischer Schauspieler.

## Leben
Lemaire hatte eine dramatische Kindheit: Nachdem schon sein Vater, ein Seemann, gestorben war, als Philippe zwei Jahre alt war, verschwand sieben Jahre später seine Mutter spurlos, so dass er im Heim aufwuchs. Nach der Militärzeit bei der Marine wurde Lemaire Schauspieler und debütierte nach seiner Ausbildung bei René Simon 1944 im Film. Bald hatte er Erfolg in Rollen als jugendlicher Draufgänger; auch später spielte er vornehmlich in Abenteuer- und Historienfilmen.
Seine spätere Karriere fand vor allem auf dem Bildschirm in Gastrollen bei Fernsehserien statt.
Lemaire war dreimal verheiratet, unter anderem von 1953 bis 1956 mit Juliette Gréco, mit der er eine Tochter hatte. Er beging am Tag nach seinem 77. Geburtstag Suizid.

## Filmografie (Auswahl)
- 1946: Abenteuer am Königshof (Le Capitan)
- 1949: Die Liebenden von Verona (Les Amants de Vérone)
- 1950: Radio X spielt auf (Nous irons à Paris)
- 1950: Das träumende Herz (Maria Chapdelaine)
- 1951: Der verbotene Christus (Il Cristo proibito)
- 1953: Und keine blieb verschont (Quand tu liras cette lettre)
- 1954: Feuer unter Haut (Le feu dans le peau)
- 1955: Die sich verkaufen (Les Clandestines)
- 1957: Auf schiefer Bahn (L’Étrange Monsieur Steve)
- 1962: Cartouche, der Bandit (Cartouche)
- 1962: Die eiserne Maske (Le Masque de fer)
- 1962: Der scharlachrote Musketier (Le chevalier de Pardaillan)
- 1963: Laster und Tugend (Le vice et la vertu)
- 1964: Weiße Fracht für Hongkong
- 1964: Der Triumph des Musketiers (Hardi Pardaillan!)
- 1964: Die Goldsucher von Arkansas
- 1964: Die Diamantenhölle am Mekong
- 1964: Angélique (Angélique, marquise des anges)
- 1966: Angélique und der König (Angélique et le roi)
- 1966: Kommissar X – Drei gelbe Katzen
- 1967: Allô Police (Fernsehserie, 1 Folge)
- 1968: Außergewöhnliche Geschichten (Histoires extraordinaires)
- 1972: Die rote Kapelle (TV-Serie)
- 1978: Herzflimmern in St. Tropez (L’Amant de poche)
- 1983: Ars Amandi – Die Kunst der Liebe (Ars amandi)
- 1984: Teuflische Umarmung (L’Année des méduses)
- 1993: Hetzjagd in Paris (Une image de trop) (Fernsehfilm)
- 2003: Payoff – Die Abrechnung (Gomez & Tavarès)
- 2004: Arsène Lupin – Der König unter den Dieben (Arsène Lupin)